# العنف على المرأة في الولايات المتحدة

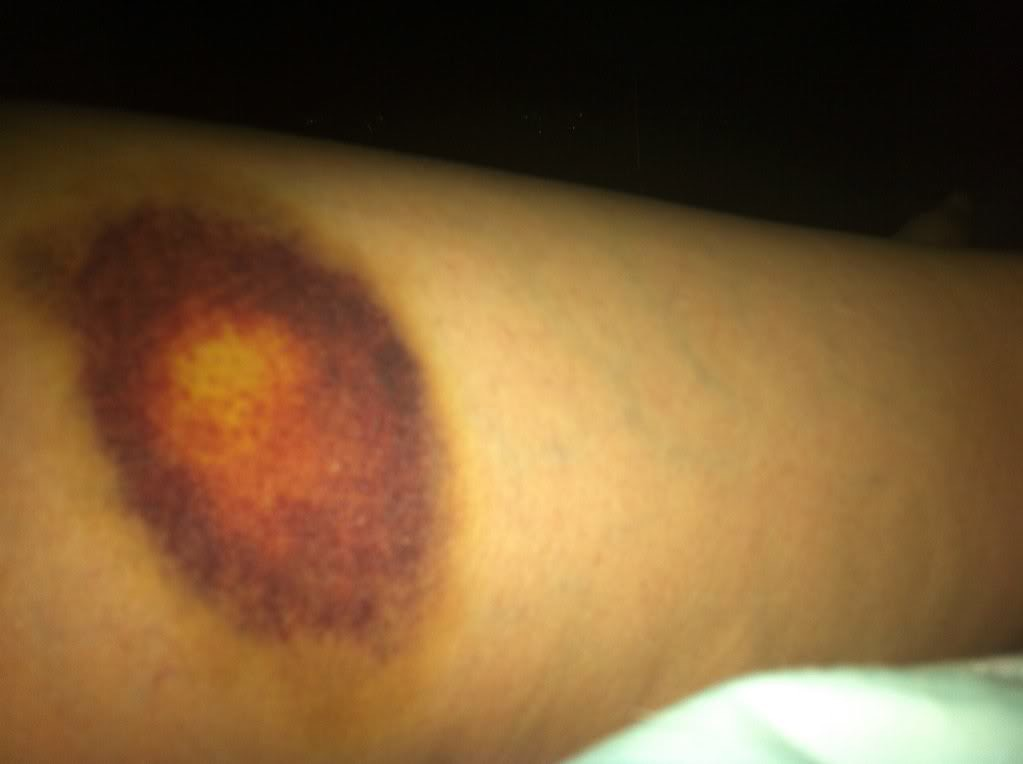

العنف على المرأة في الولايات المتحدة هو ارتكاب جرائم العنف الأسري، القتل، الاتجار بالجنس، الاغتصاب، الاعتداءات ضد المرأة في الولايات المتحدة. وقد تم الاعتراف بها بوصفها مشاكل صحية عامة. أدت الثقافة السائدة في الولايات المتحدة إلى التقليل من شأن جرائم العنف الموجهة للمرأة، حيث من الممكن لوسائل الإعلام في الولايات المتحدة أن تسهم في جعل العنف الموجه ضد المرأة يبدو غير مهم بالنسبة للجمهور.

## تاريخ
تاريخ القوانين والمحظورات الثقافية له تأثير حالي في كيفية صياغة قوانين الاعتداء الجنسي الجديدة، كيف تُطبق القوانين من قبل مسؤولو إنفاذ القانون وكيف تقرر الشرطة ما إذا كان سيتم القبض على الجاني المشتبه به أم لا. كما يؤثر تاريخ الملاحقات القضائية المتعلقة بالاعتداء الجنسي على ما إذا كانت القضايا الحالية تُحال إلى المحكمة أم لا. يتخذ القضاة وهيئة المحلفين قرارات بالإدانة بناءًا على بماضي المشتبه به المتعلق بموضوع الاعتداء الجنسي.

## أنظر أيضا
- ديبورا باركر